# Sülysáp
Sülysáp is een stad (város) en gemeente in het Hongaarse comitaat Pest. Sülysáp telt 8238 inwoners (2007).